# Мод Ментен
Мод Леонора Ментен (англ. Maud Leonora Menten, 20 березня 1879 — 17 липня 1960) — канадський біолог, яка зробила важливий внесок у біохімію, зокрема у вивчення кінетики ферментів, а також у гістохімію. Вона в основному відома своєю роботою з Леонором Міхаелісом, щодо швидкості реакції ферментів і, зокрема, рівнянням Міхаеліса-Ментен, опублікованого в 1913 році.

## Біографія
Мод Ментен народилася в Порт-Лембтоні, Онтаріо, Канада, і навчалася в Торонтському університеті. Вона отримала ступінь бакалавра мистецтв у 1904 році, бакалавра медицини у 1907 році та доктора медицини у 1911 році. Вона була однією з перших жінок у Канаді, яка отримала ступінь доктора медицини.. Вона закінчила дисертацію в Чиказькому університеті. У той час жінкам не дозволяли займатися медичними дослідженнями в Канаді, тому їй доводилося їхати до Сполучених Штатів.
У 1912 році вона переїхала до Берліна, де працювала з Леонором Міхаелісом і отримала докторський ступінь у 1916 році. Більшу частину своєї кар’єри (1923–1950) вона провела в університеті Піттсбурга як патологоанатом, а завершила кар’єру науковим співробітником в Інституті медичних досліджень Британської Колумбії (1951–1953).

## Рівняння Міхаеліса-Ментен
У 1912 році Ментен повернулася до медичних досліджень, працюючи з відомим хірургом Джорджем Крайлом, на честь якого названо кратер Крайл на Місяці. Їх робота була зосереджена на контролі кислотно-лужного балансу під час анестезії. Приблизно в цей час вона познайомилася з Леонором Міхаелісом, який був одним із провідних світових експертів з pH та буферів.  Ментен зацікавила попередня робота Міхаеліса з кінетики ферментів. Незважаючи на його скромну лабораторію в Берліні, вона прийняла важке рішення перетнути Атлантику, щоб працювати з Міхаелісом.
Міхаеліс і Ментен виразили зв'язок, який вони вивчали, у формі рівняння:
{\displaystyle v={\frac {Va}{K_{m}+a}}}
що виражає стан рівноваги {\displaystyle v} в залежності від концентрації субстрату {\displaystyle a} і констант {\displaystyle V} та {\displaystyle K_{m}} (написано сучасними символами). Віктор Анрі включив подібне рівняння до своєї дисертації, але мало його використовував і не оцінив важливості стаціонарного стану або спрощення, яке стало б результатом розгляду початкової швидкості.
 Рівняння не тільки показує, що кожен фермент є специфічним для свого субстрату, але також і те, що швидкість реакції зростає зі збільшенням концентрації останнього до досягнення плато насичення. Константа {\displaystyle K_{\mathrm {m} }}, яка є в цьому виразі, тепер називається сталою Міхаеліса. Найвідомішою роботою Ментен є стаття, в якій виведено рівняння Міхаеліса-Ментен.

## Інші роботи
Після досліджень у Берліні Ментен вступила до Чиказького університету, де в 1916 році отримала ступінь доктора з біохімії. В 1923 році вона все ще не могла знайти академічну посаду для жінки в Канаді; вона зайняла посаду викладача медичної школи Піттсбурзького університету, працюючи клінічним патологом у дитячій лікарні в Піттсбурзі. Незважаючи на зайнятість, яку вимагала ця робота, Ментен вдалося продовжити активну дослідницьку роботу, ставши автором або співавтором понад 70 публікацій. Її просування від простого асистента до доцента було швидким, але професорську посаду їй призначили лише в 70 років, через рік вона вийшла на пенсію.
У рамках великої роботи над лужною фосфатазою Ментен винайшла реакцію сполучення азобарвника, яка досі використовується в гістохімії.
Вона охарактеризувала бактеріальні токсини B. paratyphosus, Streptococcus scarlatina та Salmonella spp. які були використані в успішній програмі імунізації проти скарлатини в Піттсбурзі в 1930-1940-х роках. Вона також провела перше електрофоретичне розділення білків гемоглобіну крові в 1944 році. У цьому вона випередила результати Лайнуса Полінга та його співробітників на кілька років, проте, як правило, це відкриття приписують йому.
Ментен також працювала над властивостями гемоглобіну, регуляцією рівня цукру в крові та функцією нирок.
Вона продовжувала працювати над раком, особливо у дітей, а також іншими дитячими хворобами.
Після виходу на пенсію з Піттсбурзького університету в 1950 році вона повернулася до Канади, де продовжила займатися дослідженнями раку в Інституті медичних досліджень Британської Колумбії (1951–1953).
Погане здоров'я змусило Ментен піти на пенсію в 1955 році. Померла вона  17 липня 1960 року у віці 81 року в Лімінгтоні, Онтаріо.

## Особисте життя
Ребекка Склоут зображує Ментен як маленьку динамо жінку, яка носила «паризькі капелюхи, сині сукні з вітражними відтінками та черевики Бастер Браун». Приблизно 32 роки вона їздила на Форді моделі T по району Піттсбурзького університету та насолоджувалася багатьма авантюрними та мистецькими захопленнями. Вона грала на кларнеті, створювала картини, гідні художніх виставок, піднімалася в гори, їздила в арктичну експедицію та захоплювалася астрономією. До моменту смерті вона оволоділа кількома мовами, включаючи російську, французьку, німецьку, італійську та принаймні однією мовою індіанців - халкомелем. Хоча Ментен проводила більшу частину своїх досліджень у Сполучених Штатах, вона зберігала своє канадське громадянство протягом усього життя.

## Нагороди
Протягом своєї кар'єри Ментен була пов'язана з численними науковими товариствами.
Коли Ментен померла, її колеги Аарон Х. Сток та Анна-Мері Карпентер написали канадському біохіміку некролог у журналі Nature: «Ментен була невичерпною у своїх зусиллях піклуватися про дітей. Вона була натхненним учителем, який кидав виклик студентам-медикам, лікарям і науковим співробітникам робити все можливе. Її товариші надовго запам'ятають її кмітливість, гідність її манер, її тиху скромність, проникливість і, перш за все, її ентузіазм до досліджень».
У 1998 році вона була посмертно включена до Канадської медичної зали слави. Меморіальна дошка на її честь встановлено в Університеті Торонто, а також курс та кафедра в Університеті Піттсбурга носять її ім'я. Меморіальна дошка також була встановлена в 2015 році в її рідному місті Порт-Лембтон.